# كريستين روس باركر
كريستين روس باركر (بالإنجليزية: Christine Ross Barker)‏‏ (2 يناير 1866  - 25 يونيو 1940 في لندن) ناشطة سياسية، وناشطة حق تصويت المرأة، وناشطة حق المرأة بالتصويت من كندا.